# Фритьоф Нансен (улица в София)
„Проф. Фритьоф Нансен“ е улица в София. Носи името на норвежкия изследовател, дипломат и общественик Фритьоф Нансен.
Улицата започва от кръстовището на булевардите „България“ и „Христо и Евлоги Георгиеви“ на юг и завършва на кръстовището с бул. „Патриарх Евтимий“ на север. На юг продължението на улицата е бул. „Черни връх“. „Фритьоф Нансен“ по цялата си дължина е прилежаща на НДК и площад „България“ пред НДК, като от нея започва и бул. „Васил Левски“. В участъка между кръстовището с бул. „Христо и Евлоги Георгиеви“ / бул. „България“ и бул. „Васил Левски“ автомобилното движение е двупосочно и може да бъде и на север към бул. „Патриарх Евтимий“, и на юг към бул. „Черни връх“. Движението по участъка между бул. „Васил Левски“ и бул. „Патриарх Евтимий“ обаче е еднопосочно и е само в посока от север към юг, т.е. само в посока от бул. „Патриарх Евтимий“ към бул. „Черни връх“.

## Обекти
На адрес ул. „Фритьоф Нансен“ №1 се намира култовото заведение „Кравай“ от края на 1980-те и началото на 1990-те, където си прави срещи столичният „ъндърграунд“. На една пряка източно от пресечката на „Фритьоф Нансен“ с „Патриарх Евтимий“ се намира 9-а Френска езикова гимназия „Алфонс дьо Ламартин“ – основната френска гимназия в София, а на половин пряка от същата пресечка е I Градска обединена болница.